# Honoris causa
Honoris causa (lat. ‚Ehren halber‘, abgekürzt h. c., deutsch auch E. h.; letzterer v. a. im technischen Bereich als Dr.-Ing. E. h. verliehen) dient zur Kennzeichnung von als Auszeichnungen verliehenen Graden, Bezeichnungen und Titeln, die damit von regulär erworbenen Bezeichnungen (akademische Grade, Amtstitel/-bezeichnungen) abgegrenzt werden. Teilweise ist die Unterscheidung nur noch historisch, da die „reguläre“ Würde gar nicht mehr vergeben wird.
Am bekanntesten dürfte die Ehrendoktorwürde sein, abgekürzt meist als Dr. h. c. In Österreich findet sich die Phrase auch in Verbindung mit verschiedenen Berufstiteln, etwa im Baurat h. c. und im Bergrat h. c.
Auch bei ausländischen Ehrengraden gelten hinsichtlich der Führung dieselben Voraussetzungen wie bei der Führung tatsächlicher akademischer Grade aus dem Ausland. Ist die Führung des regulären Doktor-Grades einer Institution beispielsweise nur mit Ergänzung der verleihenden Hochschule und des Landes zulässig (dies ist mit vereinzelten Ausnahmen i. d. R. bei allen Graden außerhalb der Europäischen Union der Fall), so gilt dies auch für den Ehrengrad. Eine abweichende Gradführung kann in Deutschland den Tatbestand des § 132a StGB (Missbrauch von Titeln, Berufsbezeichnungen und Abzeichen) erfüllen.

## Dr. h. c. mult.
Wenn eine Person mindestens drei gleichwertige und gleichartige Würdigungen erhalten hat, ist aus Gründen der Vereinfachung die Abkürzung h. c. mult. üblich. Diese steht für honoris causa multiplex, also für die mehrfache Auszeichnung (z. B. Dr. h. c. mult. Max Mustermann anstatt Dr. h. c. Dr. h. c. Dr. h. c. Max Mustermann).
Zu beachten ist, dass die Gleichwertigkeitsanforderungen hinsichtlich der Multiplikation streng auszulegen und insbesondere in Deutschland auch strafrechtlich geschützt sind (vgl. § 132a StGB).
Beispiel: Wurde beispielsweise ein Wissenschaftler im Laufe seiner Karriere mit je einem Dr. h. c. der Universität Hamburg, der Universität Sevilla und der Universität Trujillo in Perú ausgezeichnet, kann er die Ehrengrade nur vollständig führen, nicht jedoch in vereinfachter Form als Dr. h. c. mult., da der Grad der nicht-europäischen Universität in Perú nicht ohne Herkunftsangabe geführt werden kann und eine vereinfachte Form unterstellen würde, es handle sich um drei gleichwertige Grade. Der deutsche und spanische Ehrengrad können jedoch beide ohne Herkunftsangabe geführt werden. Die korrekte Gradführung lautet in diesem Fall entsprechend: Dr. h. c. Dr. h. c. Dr. h. c. (Univ. Trujillo, Perú) Max Mustermann. Hätte der Wissenschaftler  die Ehrengrade allerdings allesamt durch die innereuropäischen Universitäten Hamburg, Sevilla und Rom-La Sapienza verliehen bekommen, könnte er seine Auszeichnungen wie folgt abkürzen: Dr. h. c. mult. Max Mustermann.

## Häufige falsche Verwendung: Dres. h. c.
Die gelegentlich von zweifach mit einem Ehrendoktorgrad ausgezeichneten Personen verwendete Abkürzung Dres. h. c. für Doctores honoris causa (Doktoren Ehren halber) ist – ebenso wie bei vollpromovierten Personen – nicht korrekt. Die Abkürzung „Dres.“ steht zwar für den Plural von „Doktor“, nimmt jedoch Bezug auf zwei oder mehrere verschiedene Personen (z. B. „Praxis Dres. med. Mustermann & Beispielfrau“).